# آيت بيهي (شڭران)
آيت بيهي هي إحدى مشيخات المملكة المغربية، تتبع جغرافيا لإقليم خريبكة وإداريًا لشڭران. يقدر عدد سكانها بـ 2246 نسمة حسب الإحصاء الرسمي للسكان والسكنى لسنة 2004.